# Diplophoenicus nitidus
Diplophoenicus nitidus là một loài bọ cánh cứng trong họ Cebrionidae. Loài này được Fleutiaux miêu tả khoa học năm 1929.